# Пульс (компания)
«Пульс» — российская компания, дистрибьютор фармацевтической продукции с центральным офисом и основным логистическим центром в Химках и представительствами в 13 регионах России. Полное наименование юридического лица — Общество с ограниченной ответственностью «ФК ПУЛЬС».
Создана в 1996 году Эдуардом Петровичем Нетылько. С 2001 года генеральным директором компании является Михаил Викторович Сиротин. Первое региональное представительство открыто в 2001 году в Санкт-Петербурге. С 2004 года входит в рейтинги крупнейших российских фармдистрибьюторов.
Поставлена на 72-е место в рейтинге двухсот крупнейших частных компаний России за 2016 год, составляемом российской версией Forbes.
По состоянию на конец 2015 года входила в тройку крупнейших фармдистрибьюторов страны, а в 2018 году вышла на 2-е место, показав рост товарооборота на 24 %.
В 2021 году компания вошла в рейтинг журнала Forbes «200 крупнейших частных компаний России» — 42 место с выручкой 226,2 млрд рублей.